# Łąkówka wspaniała

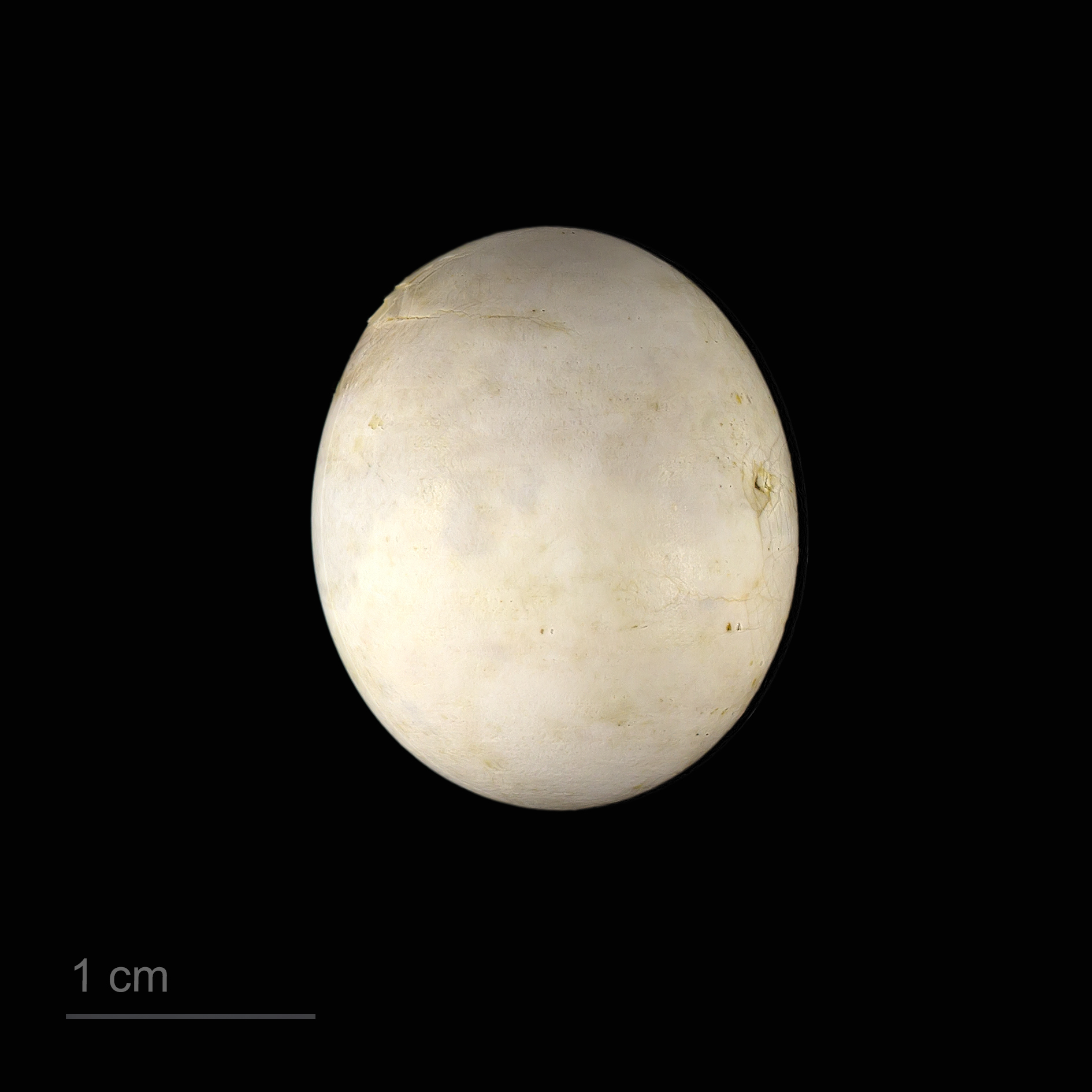
Neophema splendida

Łąkówka wspaniała (Neophema splendida) – gatunek australijskiego ptaka z rodziny papug wschodnich (Psittaculidae). W naturze występuje na suchych obszarach południowej Australii. Nie wyróżnia się podgatunków. Mimo nietypowych wymagań (jako gatunek półpustynny nie znosi wilgoci) jest często spotykana w wielu prywatnych hodowlach w Europie. Uratowana od zagłady przez hodowców belgijskich i holenderskich.
Cechy gatunkuUpierzenie obydwu płci jest dość podobne, z przewagą błękitu i zieleni, choć dymorfizm płciowy jest wyraźny. Samca wyróżnia szkarłatna plama na piersi oraz więcej koloru turkusowego na głowie. Poza tym, podobnie jak u samicy ma niebieskie zewnętrzne krawędzie skrzydeł, zielony grzbiet i wierzch ogona oraz żółty brzuch i spód sterówek. Barwy samicy są nieco mniej intensywne, a zieleń występuje również na piersi i na tyle głowy. Młode ptaki są podobne do samicy, tylko bardziej matowe. Hodowcy uzyskali też odmiany niebieskie i żółte, choć są one bardzo rzadkie.
Wymiary średnieDługość ciała: 18–21 cm. Masa ciała 36–44 g.
BiotopZamieszkuje półpustynne tereny z nielicznymi drzewami oraz krzewami. Do gniazdowania potrzebuje dziupli bądź starych pni niższych drzew.
OdżywianieŁąkówka wspaniała odżywia się nasionami dzikich traw, które wyszukuje na ziemi.
RozródSamica składa zwykle 3–6 jaj, które następnie wysiaduje przez ok. 19 dni. Po opuszczeniu gniazda młode są jeszcze przez dłuższy czas dokarmiane przez rodziców.
StatusMiędzynarodowa Unia Ochrony Przyrody (IUCN) od 2004 uznaje łąkówkę wspaniałą za gatunek najmniejszej troski (LC – least concern); wcześniej – od 2000 miała ona status gatunku bliskiego zagrożenia (LR/NT – lower risk/near threatened), a od 1994 – gatunku narażonego (VU – vulnerable). Trend liczebności populacji uznaje się za stabilny.